# Quận Perry, Pennsylvania
Quận Perry là một quận trong tiểu bang Pennsylvania, Hoa Kỳ. Quận lỵ đóng ở Marysville6. Theo điều tra dân số năm 2000 của Cục điều tra dân số Hoa Kỳ, quận có dân số 43.602 người.2

## Địa lý
Theo Cục điều tra dân số Hoa Kỳ, quận có diện tích 1440 km², trong đó có 5 km2 là diện tích mặt nước, chiếm 0,4% tổng diện tích.

## Thông tin nhân khẩu
Theo điều tra dân số 2 năm 2000, quận đã có dân số 43.602 người, 16.695 hộ gia đình, và 12.320 gia đình sống trong quận. Mật độ dân số là 79 người cho mỗi dặm vuông (30/km ²). Có 18.941 đơn vị nhà ở với mật độ trung bình là 34 cho mỗi dặm vuông (13/km ²). Cơ cấu chủng tộc của dân cư quận gồm 98,54% người da trắng, 0,43% da đen hay Mỹ gốc Phi, 0,12% người Mỹ bản xứ, 0,15% người châu Á, 0,01% người đảo Thái Bình Dương, 0,21% từ các chủng tộc khác, và 0,54% từ hai hoặc nhiều chủng tộc. 0,69% dân số là người Hispanic hay Latino thuộc chủng tộc nào. 45,8% là của Đức, 16,4% người Mỹ, Ailen 7,8% và 5,0% gốc tiếng Anh theo điều tra dân số năm 2000. 96,8% nói tiếng Anh và tiếng Tây Ban Nha 1,2% là ngôn ngữ đầu tiên của họ.
Có 16.695 hộ, trong đó 33,2% có trẻ em dưới 18 tuổi sống chung với họ, 61,6% là đôi vợ chồng sống với nhau, 7,8% có chủ hộ là nữ không có mặt chồng, và 26,20% là không lập gia đình. 21,7% các hộ gia đình đã được tạo thành từ các cá nhân và 9,30% có người sống một mình 65 tuổi trở lên. Bình quân mỗi hộ là 2,58 và cỡ gia đình trung bình là 3,01. Cũng có một dân số đáng kể người Amish.
Trong quận, độ tuổi dân cư trải ra với 25,5% ở độ tuổi dưới 18, 7,4% 18-24, 29,8% 25-44, 25,1% 45-64, và 12,3% người từ 65 tuổi trở lên. Tuổi trung bình là 38 năm. Cứ mỗi 100 nữ có 98,4 nam giới. Cứ mỗi 100 nữ 18 tuổi trở lên, có 96,9 nam giới.